# Luigi Luca Cavalli-Sforza
Luigi Luca Cavalli-Sforza (Génova, Liguria, Italia; 25 de enero de 1922-Belluno, Véneto, Italia; 31 de agosto de 2018) fue un genetista y biólogo italiano.
Fue catedrático de la Universidad de Stanford (en sus últimos años como catedrático emérito). Asimismo fue profesor en las universidades de Cambridge, Parma y Pavía. Fue miembro de la Accademia Nazionale dei Lincei, la Academia Pontificia de las Ciencias, la Academia Nacional de Ciencias de Estados Unidos, la Royal Society y la Academia de las Ciencias Francesa.
Recibió el Premio Kistler de la Foundation for the Future, el Premio Balzan y el Premio Internacional Cataluña 1993 de la Generalidad de Cataluña, entre otros.

## Biografía
Fue considerado uno de los mayores expertos en genética de poblaciones del mundo. Entre sus logros está el trazar un árbol genealógico de la especie humana y relacionarlo con la evolución de las diferentes lenguas. Su investigación estaba dedicada al estudio del origen de los humanos modernos y de su historia evolutiva, utilizando marcadores genéticos. Actualmente, su laboratorio se centra en el estudio de los cromosomas Y. Su interés personal también estaba dedicado durante mucho tiempo a un enfoque multidisciplinar de la evolución humana, incluida la demografía, la arqueología, la lingüística, la antropología, los apellidos, y las interacciones de la genética y la evolución cultural.
Fue un antirracista convencido, dado que el 90 % de la diversidad humana corresponde a diversidad dentro de un grupo y solo el 10 % restante se explica como diferencia entre grupos distintos. En otras palabras, analizado un grupo concreto (por ejemplo población dentro de un país), este presenta una gran diversidad genética (lo cual no es más que una adaptación de un grupo útil para la supervivencia a largo plazo, especialmente en circunstancias ambientales cambiantes). La diferencia con otros grupos es mucho menor.
Se podría explicar la variación genética como las ondas que parten de un punto. A medida que nos alejamos del punto la diferencia va aumentando. Se podrían establecer algo parecido a las isobaras atmosféricas para las frecuencias de genes polimórficos (es decir, aquellos que presentan más de una forma en la especie humana). En todo caso, cualquier grupo conserva una gran diversidad genética. Las diferencias genéticas son sobre todo superficiales y son debidas a la adaptación a condiciones climáticas muy diferentes. Por ejemplo, el color oscuro de la piel se puede observar en casi todas las poblaciones que viven bajo climas que implican una gran radiación solar (población negroide africana, saharianos caucasoides, indios caucasoides, aborígenes australianos, etc.). Sin embargo, otros genes no relacionados con la adaptación al clima pueden ser encontrados en proporciones relativamente parecidas en todas las "razas". La especie humana moderna es relativamente reciente por lo que las diferencias genéticas entre humanos son pequeñas (en torno a un 1 por 1000).
Por otro lado, Cavalli-Sforza abogó por un control de la natalidad para evitar problemas de rivalidad entre seres humanos en el futuro.
Falleció el 31 de agosto de 2018 en Belluno a los 96 años de edad.

## Cita
Todo lo que se escribe de ciencia puede ser modificado. ¿La ciencia no debería proporcionar certezas? En realidad, solo puede darlas la religión, a quien las acepte. El hecho de que cada religión ofrezca certezas distintas puede ser preocupante, pero al parecer esto no perturba a los creyentes. Lo mismo se puede decir de ciertas convicciones políticas. O sea, solo la fe da certeza, con la excepción de las matemáticas, que lo consigue por ser muy tautológica.
Luigi Luca Cavalli-Sforza

## Publicaciones
- Cavalli-Sforza, Luigi Luca; Bodmer, Walter F. (1981). Genética de las poblaciones humanas. Ediciones Omega. ISBN 978-84-282-0660-0.
- Cavalli-Sforza, Francesco; Cavalli-Sforza, Luigi Luca (1998). La ciencia de la felicidad. Grijalbo. ISBN 978-84-253-3249-4.
- Cavalli-Sforza, Luigi Luca (2000). Genes, pueblos y lenguas. Editorial Crítica. ISBN 978-84-8432-084-5.
- Cavalli-Sforza, Luigi Luca; Cavalli-Sforza, Francesco (2001). ¿Quiénes somos?: historia de la diversidad humana (2ª edición). Editorial Crítica. ISBN 978-84-7423-981-2.
- Cavalli-Sforza, Luigi Luca (2007). La evolución de la cultura. Editorial Anagrama. ISBN 978-84-339-6253-9.